# Síntesis de quinolinas de Pfitzinger
La síntesis de quinolinas de Pfitzinger (también conocida como Reacción de Pfitzinger-Borsche) es un método de síntesis orgánica en la que se obtienen ácidos 4-quinolinacarboxílicos a partir de la reacción de la isatina con un compuesto carbonílico en presencia de base.

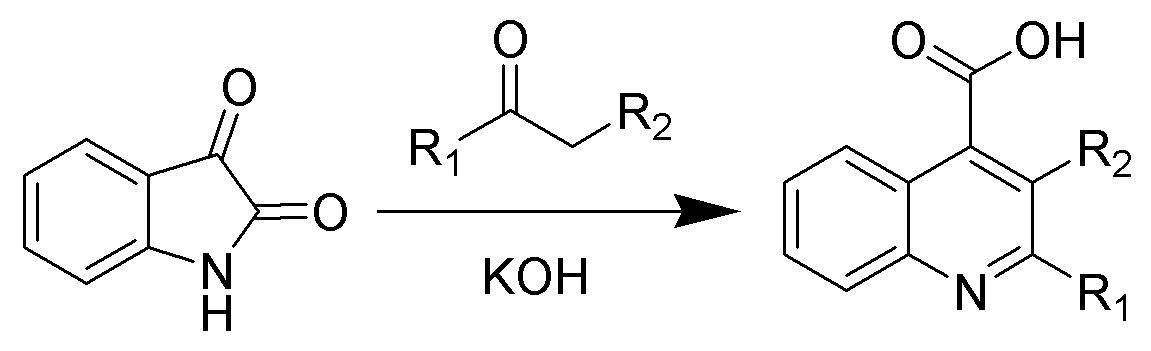
Reacción de Pfitzinger

Varios análisis han sido publicados.

## Mecanismo de reacción

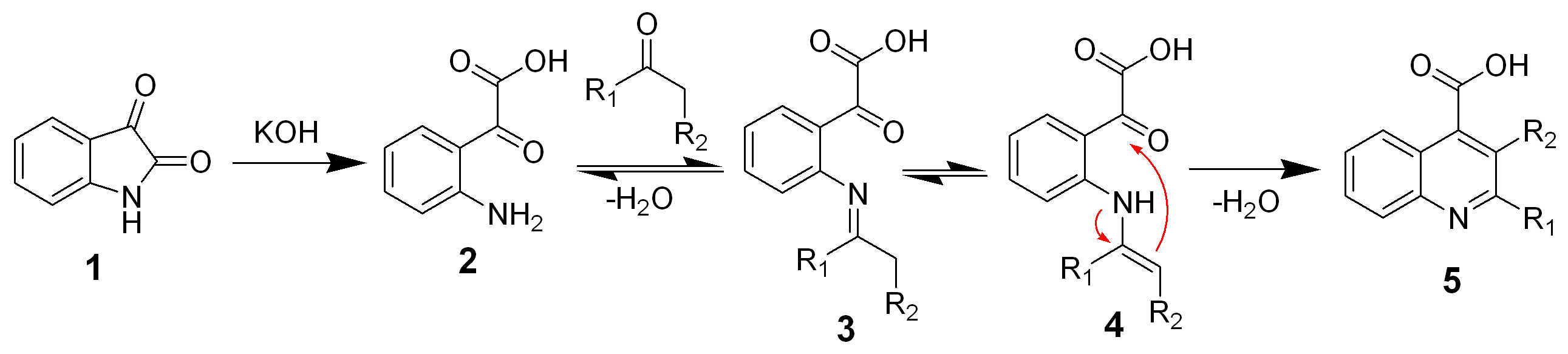
Mecanismo de la síntesis de Pfitzinger

La base (Por ejemplo, hidróxido de potasio) hidroliza el enlace amida para dar como intermediario el cetoácido 2.  Este intermediario puede ser aislado. Una cetona o aldehído reacciona con la anilina para formar su imina correspondiente (3), la cual tautomeriza a la enamina (4).  La enamina cicliza y se deshidrata para obtener la quinolina esperada (5).

## Variaciones

### Variación de Halberkann

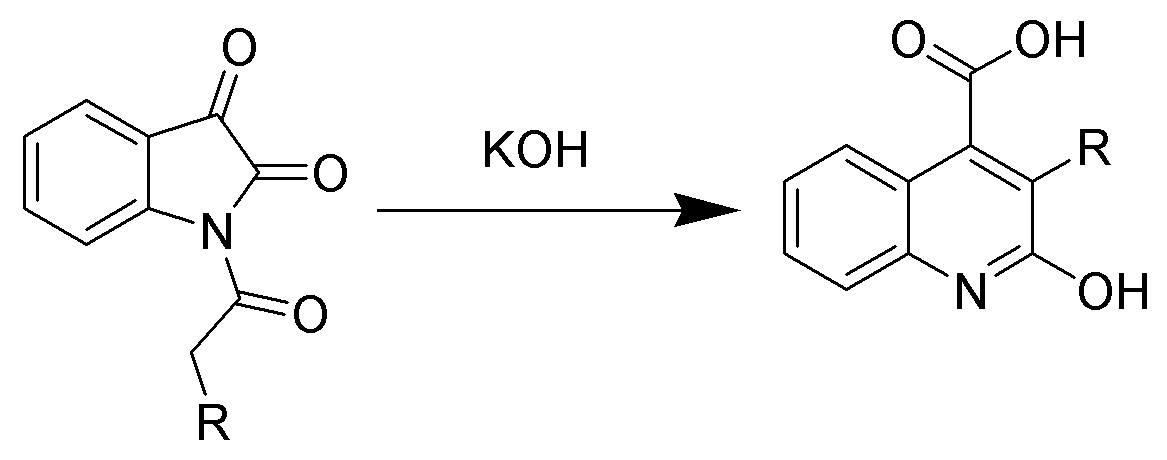
La variante de Halberkann de la reacción de Pfitzinger

La reacción de N-acilisatinas en presencia de base da como productos ácidos 2-hidroxi-quinolina-4-carboxílicos.